# Montredon-Labessonnié

Montredon-Labessonnié este o comună în departamentul Tarn din sudul Franței. În 2009 avea o populație de 2.069 de locuitori.

## Evoluția populației
| An        | 1975  | 1982  | 1990  | 1999  | 2006  | 2009  |
| --------- | ----- | ----- | ----- | ----- | ----- | ----- |
| Populație | 2.058 | 2.167 | 2.111 | 2.030 | 2.059 | 2.069 |